# کوی باغچه‌بان (شهیون)
باغچه‌بان روستایی از توابع بخش شهیون شهرستان دزفول در استان خوزستان ایران بود که در تاریخ ۴ شهریور ۱۳۹۸ به شهر شهیون پیوست و یکی از محله‌های این شهر به شمار می‌آید.